# Paramaribo (district)
Districtul Paramaribo este una dintre cele 10 unități administrativ-teritoriale de gradul I ale statului Surinam. Cuprinde orașul Paramaribo (capitala statului) și zona sa adiacentă.